# Tetramorium gollum
Tetramorium gollum (лат.) — вид мелких муравьёв рода Tetramorium из подсемейства Myrmicinae. Мадагаскар.

## Описание
Мелкие мирмициновые муравьи (длина около 3 мм), коричневого цвета. От близких видов отличается сильно развитой скульптурой в базальной части первого тергита брюшка и экстремально изогнутым брюшком.
Усики с булавой из 3 сегментов, скапус короткий. Стебелёк между грудкой и брюшком состоит из двух члеников: петиолюса и постпетиолюса (последний четко отделен от брюшка), жало развито. Головной индекс рабочих (CI, соотношение ширины головы к длине × 100): 97—100. Длина головы рабочих 0,76—0,90 мм, длина скапуса 0,47—0,59 мм, ширина головы 0,74—0,90 мм. Индекс скапуса рабочих (SI, соотношение длины скапуса к ширине головы × 100): 64—66. Петиолюс, постпетиолюс и брюшко гладкие и блестящие.
Вид T. gollum был впервые описан в 2014 году американскими мирмекологами Франсиско Хита-Гарсиа (Francisco Hita Garcia) и Брайаном Фишером (Brian L. Fisher; Entomology, California Academy of Sciences, Сан-Франциско, Калифорния, США) вместе с таксоном Tetramorium gilgamesh. Таксон Tetramorium gollum включён в состав видовой группы T. plesiarum species group рода Tetramorium (вместе с T. bressleri, T. hobbit, T. plesiarum и T. mars). Сходен с видами T. bressleri, T. hobbit, T. plesiarum и T. mars.

## Этимология
Видовое название Tetramorium gollum дано по имени персонажа Голлума из книг Джона Рональда Толкина «Хоббит» (1937) и «Властелин колец» (1954).